# Ali (nom)
Ali (àrab: عالي, ʿĀlī) és un nom masculí àrab que literalment significa ‘alt’, ‘superior’, ‘dominant’. Si bé Ali és la transcripció normativa en català del nom en àrab clàssic, també se'l pot trobar transcrit d'altres formes. Aquest nom també el duen musulmans no arabòfons que l'han adaptat a les característiques fòniques i gràfiques de la seva llengua.
Cal no confondre aquest nom, poc usual, amb Alí, un altre nom de pila àrab molt més comú.
La forma femenina d'aquest nom és Àliya.
Vegeu aquí personatges i llocs que duen aquest nom.